# Esaias van Hulsen
Esaias van Hulsen (Middelbourg, vers 1570 - Stuttgart, vers 1625) est un orfèvre et graveur allemand.

## Biographie

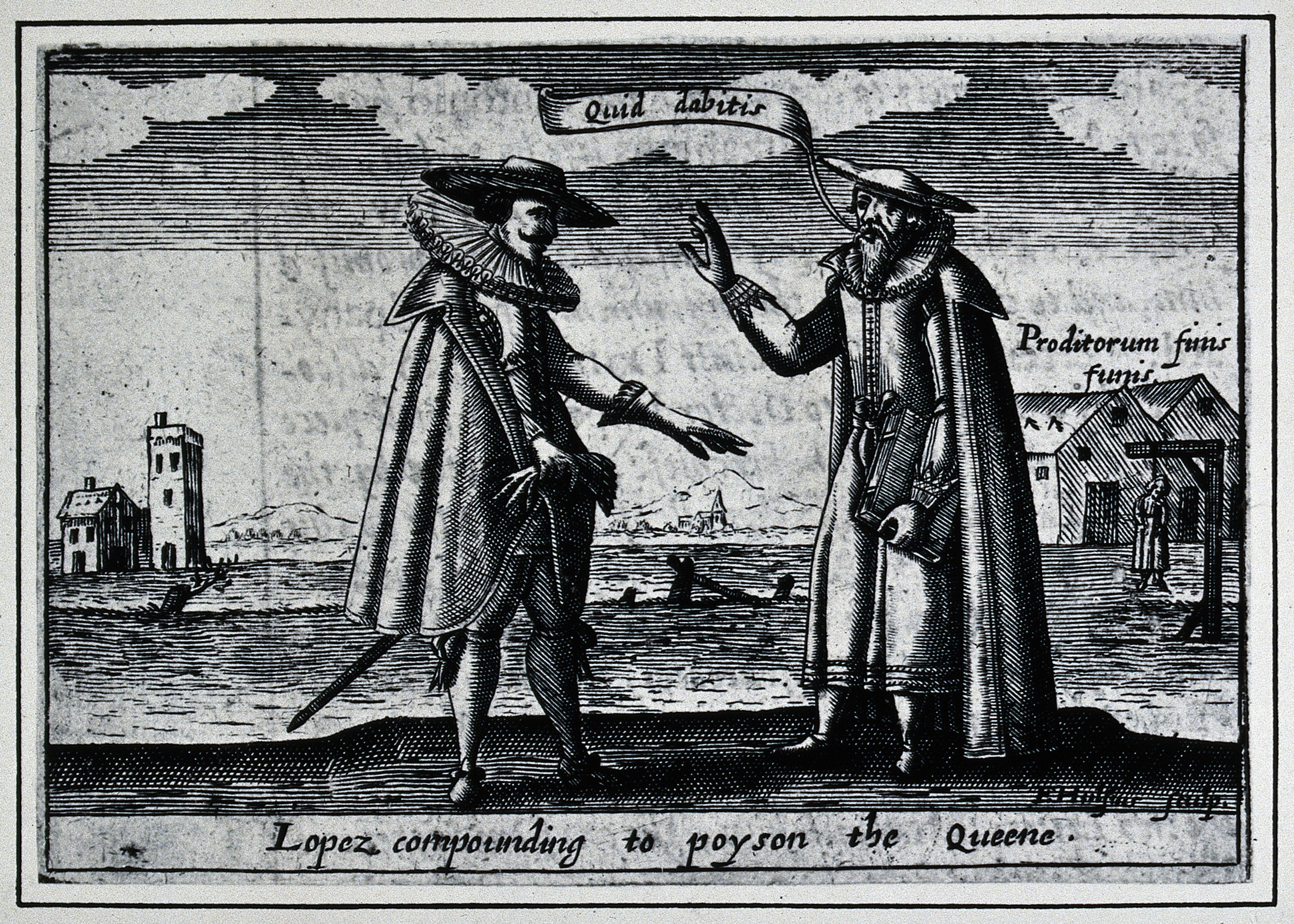
Rodrigo Lopez (à droite) en conversation avec un Espagnol.

Son père, Levinus Hulsius, est un éditeur et graveur allemand renommé d'origine flamande. Il est le demi-frère d'un autre graveur, Friedrich van Hulsen.
Esaias van Hulsen est actif à Francfort-sur-le-Main — où son père a vécu et est mort en 1606 — jusqu'en 1612.
Il s'installe à Stuttgart en 1613 et y reste jusqu'à sa mort, estimée à fin 1625.

## Conservation
Le Rijksmuseum Amsterdam conserve plusieurs estampes d'Esaias van Hulsen.